# BitLord
BitLord – klient sieci BitTorrent dla systemów rodziny Microsoft Windows napisany w C++.

## Możliwości
BitLord posiada następujące możliwości (dane z oficjalnej strony www programu):
- automatyczna optymalizacja różnych połączeń;
- automatyczna optymalizacja uploadu aby osiągnąć maksymalną możliwą wartość downloadu;
- inteligentne Hash-owanie, seedowanie / wznawianie;
- omijanie zapory sieciowej i NAT, użytkownicy za różnymi NAT-ami mogą się ze sobą łączyć;
- kompatybilny z restrykcjami Windows XP SP2 TCP/IP;
- możliwość blokowania IP chwilowo lub na stałe, kompatybilność eMule ipfilter.dat.;
- używa tylko jednego portu nasłuchowego TCP;
- automatyczna konfiguracja ICF i ICS w Windows XP;
- automatyczna konfiguracja mapowania portów w routerach (wymagane jest wsparcie UPnP oraz Windows XP);
- obsługuje Multi-tracker, rozszerzenia UTF-8, UDP tracker Protocol v2.;
- automatyczne sprawdzania aktualizacji;
- obsługuje 20 języków;
- nie wymaga instalacji, lecz wersja do instalacji też jest dostępna.

## Wady
BitLord v0.56 opiera się na kodzie źródłowym klienta BitComet w wersji 0.56. Z tego powodu niektóre bugi które w najnowszej wersji BitComet zostały już usunięte mogły jeszcze pozostać w BitLord.